# Kenneth Hoffman
Kenneth Myron Hoffman (* 30. November 1930 in Long Beach; † 29. September 2008) war ein US-amerikanischer Mathematiker, der sich mit Analysis beschäftigte.

## Leben und Werk
Hoffman studierte am Occidental College (Bachelorabschluss in Mathematik 1952) und an der University of California, Los Angeles, wo er 1954 seinen Masterabschluss machte und 1956 bei Richard Arens promoviert wurde (Boundary behavior of generalized analytic functions). Ab 1956 war er Instructor am Massachusetts Institute of Technology, von 1957 bis 1959 als Moore-Instructor. 1959 wurde er dort Assistant Professor und 1964 Professor für Mathematik. 1968/69 stand er dem Komitee für Reine Mathematik am MIT vor und 1969 bis 1971 leitete er die Kommission für Erziehung am MIT. 1971 bis 1979 stand er der Mathematik-Fakultät vor. 1996 ging er in den Ruhestand.
Er befasste sich mit komplexer und abstrakter Analysis, unter anderem teilweise mit Isadore M. Singer mit kommutativen Banachalgebren. Er ist auch bekannt als Autor eines Lehrbuchs über Lineare Algebra mit Ray Kunze.
1981 bis 1984 leitete er das David Committee des National Research Council zur staatlichen Unterstützung mathematischer Forschung in Washington D. C. 1984 bis 1989 leitete er dort das Joint Policy Board of Mathematics.
1964 bis 1966 war er Sloan Research Fellow.

## Schriften
- mit Ray Kunze Linear Algebra, Prentice Hall 1961, 1971
- Analysis in euclidean space, Prentice Hall 1975, Dover 2007
- Banach spaces of analytic functions, Prentice Hall 1962, Dover 2007
- Fundamentals of Banach algebras, Curitiba, Instituto de Matemática da Universidade do Paraná, 1962